# بيتر سينغلتون ويلكس
بيتر سينغلتون ويلكس (بالإنجليزية: Peter Singleton Wilkes)‏ هو محامي وسياسي أمريكي، ولد في 1827 في الولايات المتحدة، وتوفي في 2 يناير 1900. حزبياً، نشط في الحزب الديمقراطي. وقد انتخب عضو مجلس نواب ولاية ميسوري.